# 杉村信近
杉村信近（すぎむら のぶちか、1882年(明治15年) - 1973年(昭和48年)4月15日）は、日本の技術者、発明家、弁理士。日本弁理士会の初代理事長（現在の会長職相当）。

## 略歴
東京帝国大学を卒業後、芝浦製作所に技術者として入社。在職中に12件の日本国特許出願を行い、米国でも特許を取得した。
1920年（大正8年）に弁理士資格を取得し、日本初の企業内弁理士として芝浦製作所特許部に勤務する。
1923年（大正11年）に、芝浦製作所を退職し、杉村萬国特許事務所を創立する。
原子力エネルギー発生装置事件の出願及び審決取消訴訟の代理人を務める。
1961年（昭和36年）に藍綬褒章を受章する。墓所は多磨霊園(13-1-22)

## 著書・論文
- 水力電気鉄筋混凝土管: 設計及工作法（丸善、1918年、ASIN B0093ED2VS）[3]
- 杉村信近「鐵筋混凝土水壓管に就て」『電氣學會雜誌』第38巻第365号、電気学会、1918年、837-882頁、doi:10.11526/ieejjournal1888.38.837、ISSN 0020-2878、NAID 130003612748。
- 杉村信近「時評 發明を如何にして奬勵すべきか」『特許と商標』第12巻第9号、辨理士會、1943年9月、13-16頁、NDLJP:1586231。